# 布列塔尼地区米尔
布列塔尼地区米尔（法語：Mûr-de-Bretagne，法語發音：[myʁ də bʁətaɲ]）是法国阿摩尔滨海省的一个旧市镇，位于该省南部，属于甘冈区。2017年1月1日，布列塔尼地区米尔和相邻的圣居昂合并为新市镇盖莱当（Guerlédan），布列塔尼米尔为政府驻地。

## 地理
布列塔尼地区米尔（48°12'1"N, 2°59'10"W）面积29.8 平方千米，位于法国布列塔尼大區阿摩尔滨海省，该省份为法国西北部沿海省份，位于布列塔尼半岛北部，北濒大西洋英吉利海峡，西接菲尼斯泰尔省，南至莫尔比昂省，东临伊勒-维莱讷省。
与布列塔尼地区米尔接壤的市镇（或旧市镇、城区）包括：讷利亚克、凯尔格里斯特、圣艾尼昂、科雷勒、圣科内克、圣吉勒维约马尔谢、圣居昂。

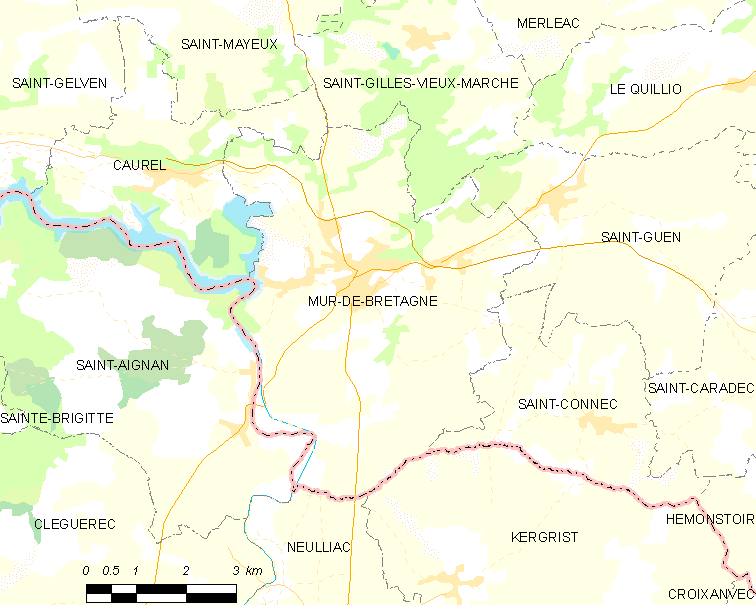
布列塔尼地区米尔的OSM定位图

布列塔尼地区米尔的时区为UTC+01:00、UTC+02:00（夏令时）。

## 行政
布列塔尼地区米尔的邮政编码为22530，INSEE市镇编码为22158。

## 政治
布列塔尼地区米尔所属的省级选区为盖莱当县。

## 人口

1962-2008年间布列塔尼地区米尔人口变化图示

布列塔尼地区米尔于2018年1月1日时的人口数量为2031人。